# 겨울여자 2부
"겨울 여자 2"(Winter Woman Part II)는 한국에서 제작된 김호선 감독의 1982년 드라마, 멜로/로맨스 영화이다. 박선희 등이 주연으로 출연하였고 박종찬 등이 제작에 참여하였다.

## 출연

### 주연
- 박선희
- 김추련
- 조인하

### 조연
- 김애경
- 조인선
- 조주미
- 성명순

## 기타
- 원작자: 조해일
- 제작실장: 조영길
- 제작부장: 이완호
- 제작부장: 김재건
- 촬영부: 곽명훈
- 촬영부: 주종석
- 촬영부: 금강빈
- 조명: 강광호
- 조명부: 정원욱
- 조명부: 윤운영
- 조명부: 이태일
- 스크립터: 이미숙
- 스크립터: 김의상
- 조감독: 이광주
- 음향: 김경일
- 미술: 김유준
- 소품: 이태우
- 특수촬영: 유재형
- 주제곡: 이동원
- 주제곡: 김세화